# Prix de Londres
Le Prix de Londres est une course hippique de trot monté se déroulant au mois d'août sur l'hippodrome d'Enghien-Soisy.
C'est une course internationale de Groupe II réservée aux chevaux de 6 à 11 ans ayant gagné au moins 130 000 € (conditions en 2024).
Elle se court sur la distance de 2 875 mètres, départ volté. En 2024, l'allocation est de 120 000 €, dont 54 000 € pour le vainqueur.
L'épreuve est créée en 1959, prenant dans le calendrier la place du Prix du Louvre, disputé sur une distance plus courte et moins bien doté,. Le nom de Prix de Londres avait été donné plusieurs fois antérieurement à des courses aux conditions différentes.

## Palmarès depuis 1982
| Année  | Vainqueur          | Père             | Jockey                   | Entraîneur               | Réd.km |
| 2025   | J'aime le Foot     | Boccador de Simm | Paul-Philippe Ploquin    | Antoine Lhérété          | 1'12"2 |
| ------ | ------------------ | ---------------- | ------------------------ | ------------------------ | ------ |
| 202412 | Extrême des Bois   | Tornado Bello    | Clément Frécelle         | Benjamin Goetz           | 1'11"9 |
| 2023   | Homer de Fromentel | Vanishing Point  | Christopher Corbineau    | Damien Lecroq            | 1'11"8 |
| 2022   | Chalimar de Guez   | Nahar de Béval   | Jean-Yann Ricart         | Nicolas Bazire           | 1'13"9 |
| 2021   | Dynamite Marceaux  | Ready Cash       | Christopher Corbineau    | Jonathan Groizeau        | 1'12"  |
| 2020   | Dynamite Marceaux  | Ready Cash       | Christopher Corbineau    | Jonathan Groizeau        | 1'12"5 |
| 2019   | Arlington Dream    | Ready Cash       | Yoann Lebourgeois        | Philippe Allaire         | 1'13"7 |
| 2018   | Arlington Dream    | Ready Cash       | Yoann Lebourgeois        | Philippe Allaire         | 1'12"6 |
| 2017   | Arlington Dream    | Ready Cash       | Yoann Lebourgeois        | Philippe Allaire         | 1'14"2 |
| 2016   | Astor du Quenne    | Opus Viervil     | Alexandre Abrivard       | Sébastien Guarato        | 1'14"  |
| 2015   | Virgious du Maza   | Prodigious       | Damien Bonne             | Sébastien Ernault        | 1'14"8 |
| 2014   | Uppercut de Manche | Neutron du Cébé  | Damien Bonne             | Thierry Raffegeau        | 1'13"  |
| 2013   | Pluto du Vivier    | Extreme Dream    | Éric Raffin              | Jean-Christophe Morel    | 1'15"7 |
| 2012   | Roi du Lupin       | Fleuron Perrine  | Anthony Barrier          | Jean-Paul Marmion        | 1'14"1 |
| 2011   | Quémeu d'Écublei   | Jet Fortuna      | Jonathan Carré           | Frédéric Prat            | 1'14"4 |
| 2010   | Quémeu d'Écublei   | Jet Fortuna      | Jonathan Carré           | Frédéric Prat            | 1'14"8 |
| 2009   | Plenty Pocket      | Ganymède         | Pierre-Yves Verva        | Joël Van Eckhaute        | 1'15"5 |
| 2008   | Nègre du Digeon    | Urfist des Prés  | Matthieu Abrivard        | Loïc-Désiré Abrivard     | 1'13"8 |
| 2007   | Oulka Vilhena      | Hulk des Champs  | Nathalie Henry           | Sébastien Guarato        | 1'14"3 |
| 2006   | Lys Pettevinière   | Capriccio        | Matthieu Abrivard        | Valéry Goetz             | 1'14"2 |
| 2005   | Kalao              | Don Paulo        | Éric Raffin              | Jean-Michel Baudouin     | 1'15"6 |
| 2004   | King Prestige      | Big Prestige     | Sébastien Ernault        | Pierre Levesque          | 1'18"4 |
| 2003   | Hyperis            | Ufland           | Pierre-Yves Verva        | Christian Douillet       | 1'17"6 |
| 2002   | Idylle d'Esneval   | Ouragon          | Jean-Michel Bazire       | Franck Gougeon           | 1'18"2 |
| 2001   | First de Retz      | Podosis          | Jean-Loïc-Claude Dersoir | Philippe Allaire         | 1'14"4 |
| 2000   | Exquis du Mirel    | Rirstly          | Philippe Békaert         | François-Régis Le Vexier | 1'18"  |
| 1999   | Rocky Kim          | Ogorek           | Jean-Claude Hallais      | Anders Lindqvist         | 1'16"9 |
| 1998   | Extra de la Loge   | Quidam Castelets | Jean-Michel Bazire       | Laurent-Claude Abrivard  | 1'16"7 |
| 1997   | Rocky Kim          | Ogorek           | Jean-Michel Bazire       | Anders Lindqvist         | 1'17"  |
| 1996   | Bonheur de Tillard | Podosis          | Jean-Claude Hallais      | Jean-Claude Hallais      | 1'16"5 |
| 1995   | Alcyon de Pouline  | Dianthus         | Jean-Philippe Mary       | Jean-Étienne Dubois      | 1'16"7 |
| 1994   | Une Fleur          | Déjel            | Lionel Lequeux           | Jacques-André Fribault   | 1'18"3 |
| 1993   | Vive Ludoise       | Kronos du Vivier | Jean-Claude Hallais      | Jean-Claude Hallais      | 1'17"7 |
| 1992   | Tangri de Taloney  | Kaiser Trot      | Alain Laurent            | Francois-Régis Le Vexier | 1'17"4 |
| 1991   | Une Fleur          | Déjel            | Lionel Lequeux           | Jacques-André Fribault   | 1'18"3 |
| 1990   | Reine du Corta     | Ura              | Michel Lenoir            | Alain Roussel            | 1'19"6 |
| 1989   | Reine du Corta     | Ura              | Michel Lenoir            | Alain Roussel            | 1'18"8 |
| 1988   | Rivage             | Dianthus         | Michel-Marcel Gougeon    | Jean-René Gougeon        | 1'19"5 |
| 1987   | Passe Avant        | Ura              | Yves Dreux               | Yves Dreux               | 1'21"5 |
| 1986   | Prince de Crépon   | Greyhound        | Jean-Pierre Thomain      | Denis Legrand            | 1'20"1 |
| 1985   | Noce de Porphyre   | Ugolin           | Jean-Claude Hallais      | Philippe Mortagne        | 1'21"9 |
| 1984   | L'Intrépide        | Quito P II       | Patrick Odez             | Gilbert Odez             | 1'21"8 |
| 1983   | L'Odyssée          | Beauséjour II    | André Reine              | Luis Saccomandi          | 1'21"3 |
| 1982   | Kanusa de Bavay    | Umbre d'Or       | Philippe Verva           | Philippe Verva           | 1'21"4 |